# Полянское сельское поселение (Спасский район)
Полянское се́льское поселе́ние — муниципальное образование в Спасском районе Татарстана Российской Федерации.
Административный центр — село Полянки.

## История
Статус и границы сельского поселения установлены Законом Республики Татарстан от 31 января 2005 года № 40-ЗРТ «Об установлении границ территорий и статусе муниципального образования "Спасский муниципальный район" и муниципальных образований в его составе».

## Население
| 2010 | 2011 | 2012 | 2013 | 2014 | 2015 | 2016 |
| ---- | ---- | ---- | ---- | ---- | ---- | ---- |
| 996  | ↘993 | ↗994 | ↘993 | ↘990 | ↗991 | ↘983 |
| 2017 | 2018 |      |      |      |      |      |
| ↗996 | ↗999 |      |      |      |      |      |

## Состав сельского поселения
| № | Населённый пункт | Тип населённого пункта       | Население |
| - | ---------------- | ---------------------------- | --------- |
| 1 | Балымеры         | село                         |           |
| 2 | Полянки          | село, административный центр |           |
| 3 | Танкеевка        | село                         |           |